# Vadelaincourt
 Vadelaincourt  es una población y comuna francesa, en la región de Lorena, departamento de Mosa, en el Distrito de Verdún y cantón de Souilly.

## Demografía
| 67 | 51 | 49 | 60 | 64 | 59 |
| Para los censos de 1962 a 1999 la población legal corresponde a la población sin duplicidades (Fuente: INSEE [Consultar]) |    |    |    |    |    |